# Рјота Ошима
Рјота Ошима (јап. 大島 僚太; 23. јануар 1993) јапански је фудбалер.

## Каријера
Током каријере је играо за Кавасаки Фронтале.

## Репрезентација
За репрезентацију Јапана дебитовао је 2016. године. Наступао је на Светском првенству (2018. године) с јапанском селекцијом. За тај тим је одиграо 5 утакмица.

## Статистика
| Јапан  | Јапан   | Јапан  |
| Година | Наступи | Голови |
| ------ | ------- | ------ |
| 2016.  | 1       | 0      |
| 2017.  | 1       | 0      |
| 2018.  | 3       | 0      |
| Укупно | 5       | 0      |